# Tommaso Scotti
Tommaso Scotti, OP (falecido a 22 de maio de 1566) foi um prelado católico romano que serviu como bispo de Terni (1566).

## Biografia
Tommaso Scotti foi ordenado sacerdote na Ordem dos Pregadores. A 6 de março de 1566, foi nomeado pelo Papa Pio V como Bispo de Terni. Scotti serviu como Bispo de Terni até à sua morte a 22 de maio de 1566.